# Roller Diagama
Diagama  Martín est un nom espagnol. Le premier nom de famille, en général paternel, est Diagama ; le second, en général maternel, souvent omis, est Martín.
Roller Camilo Diagama Martín, né à Tunja (département de Boyacá) le 13 septembre 1994, est un coureur cycliste colombien.

## Repères biographiques
La course en ligne des championnats de Colombie sur route espoirs 2016 se termine par un circuit dans sa ville natale de Tunja. Sous l'impulsion de Roller Diagama, cinq coureurs s'échappent du groupe principal. Le Tunjano met à profit sa connaissance du terrain pour attaquer dans la dernière ascension. Seul Edward Díaz reste dans sa roue. Quelques hectomètres plus loin, il devient champion de Colombie des moins de vingt-trois ans, devançant d'une seconde Díaz. Il met fin, ainsi, à quatre ans sans victoire,.

## Palmarès
- 2016
  -  Champion de Colombie sur route espoirs
  - 4e étape du Tour du Portugal de l'Avenir

## Classements mondiaux
| Année           | 2017   |
| --------------- | ------ |
| UCI Europe Tour | 1 196e |